# Championnat du monde Red Bull de course aérienne 2018
Navigation
Championnat 2017 Championnat 2019
Le Championnat du monde Red Bull Air Race 2018 (Red Bull Air Race World Championship 2018 en anglais) est la dixième édition du Championnat Red Bull de course aérienne se déroulant du 02 février au 18 novembre. Les pilotes volent pour remporter le titre de champion gagné par Yoshi Muroya lors de la saison précédente.

## Master class

### Réglementation
- Tous les concurrents ont le même moteur à six cylindres Lycoming Thunderbolt AEIO-540-EXP, les mêmes hélices tripales Hartzell et le même échappement[1]. Les avions ont ainsi des performances semblables.
- Les pylônes sont faits d’un matériel en nylon léger, de même type que les voiles des bateaux, les rendant extrêmement facile à éclater s’ils venaient à être coupés par les ailes ou l'hélice des avions.
- La hauteur des pylônes a elle aussi été augmentée passant de 20 à 25 mètres afin que les pilotes aient une plus grande amplitude de passage.

| Position | 1er | 2e | 3e | 4e | 5e | 6e | 7e | 8e | 9e | 10e | 11e - 14e |
| Points   | 15  | 12 | 9  | 7  | 6  | 5  | 4  | 3  | 2  | 1   | 0         |
| -------- | --- | -- | -- | -- | -- | -- | -- | -- | -- | --- | --------- |

### Pénalités
1 seconde :
- Fumigène non activé et/ou défectueux
- Vitesse d'entrée entre 200.01 et 200.99 knots

2 secondes :
- Facteur de charge supérieur à 10G pendant moins de 0,6 seconde
- Angle incorrect au passage d'une porte (angle supérieur à 10°)
- Hauteur trop élevée au passage d'une porte
- Descente ou monté au passage d'une porte

3 secondes :
- 1er pylône heurté
- 2e pylône heurté

Disqualification ou Did not finish :
- Facteur de charge supérieur à 10G pendant plus de 0,6 seconde ou 12G
- 3e pylône heurté
- Ordre du directeur de course ignoré
- Vol dangereux
- Franchissement de la ligne de sécurité
- Vitesse d'entrée supérieur à 201.00 knots

### Participants
| Classement 2017 | Numéro | Pilote            | Équipe                 | Avion             | Saisons disputées | Meilleur classement |
| --------------- | ------ | ----------------- | ---------------------- | ----------------- | ----------------- | ------------------- |
| 1               | 31     | Yoshihide Muroya  | Team Falken            | Zivko Edge 540 V3 | 6                 | 1er                 |
| 2               | 8      | Martin Šonka      | Red Bull Team Šonka    | Zivko Edge 540 V3 | 5                 | 2e                  |
| 3               | 84     | Pete McLeod       | Team McLeod            | Zivko Edge 540 V3 | 6                 | 3e                  |
| 4               | 10     | Kirby Chambliss   | Team Chambliss         | Zivko Edge 540 V3 | 10                | 1er                 |
| 5               | 18     | Petr Kopfstein    | Team Spielberg         | Zivko Edge 540 V3 | 2                 | 5e                  |
| 6               | 95     | Matt Hall         | Matt Hall Racing       | Zivko Edge 540 V3 | 6                 | 2e                  |
| 7               | 21     | Matthias Dolderer | Team Matthias Dolderer | Zivko Edge 540 V3 | 6                 | 1er                 |
| 8               | 26     | Juan Velarde      | Team Velarde           | Zivko Edge 540    | 3                 | 8e                  |
| 9               | 99     | Michael Goulian   | Team Goulian           | Zivko Edge 540    | 9                 | 5e                  |
| 10              | 11     | Mikael Brageot    | #11 Racing             | MXR MXS-R         | 1                 | 10e                 |
| 11              | 27     | Nicolas Ivanoff   | Team Hamilton          | Zivko Edge 540    | 10                | 4e                  |
| 13              | 5      | Cristian Bolton   | Cristian Bolton Racing | Zivko Edge 540    | 1                 | 13e                 |
| 14              | 12     | François Le Vot   | FLV Racing Team 12     | Zivko Edge 540 V3 | 3                 | 12e                 |
|                 | 24     | Ben Murphy        | Blades Racing Team     | Zivko Edge 540    |                   |                     |

Peter Podlunsek occupait la place de 12e lors de la saison 2017.

### Épreuves
| N° | Date (Qualifications et course) | Ville           | Lieu                                         | Édition | Vainqueur       | Meilleur temps des qualifications |
| -- | ------------------------------- | --------------- | -------------------------------------------- | ------- | --------------- | --------------------------------- |
| 83 | 2 février - 3 février           | Abou Dabi       | Port Zayed - Corniche d’Abu Dhabi            | 11e     | Michael Goulian | Matthias Dolderer                 |
| 84 | 21 avril - 22 avril             | Cannes          | Face à la Croisette                          | 1er     | Matt Hall       | Michael Goulian                   |
| 85 | 26 mai - 27 mai                 | Chiba           | Devant le Chiba Marine Stadium               | 4e      | Matt Hall       | Michael Goulian                   |
| 86 | 23 juin - 24 juin               | Budapest        | Devant le Parlement                          | 9e      | Martin Šonka    | Martin Šonka                      |
| 87 | 25 aout - 26 aout               | Kazan           |                                              | 2e      | Martin Šonka    | Matthias Dolderer                 |
| 88 | 15 septembre - 16 septembre     | Wiener Neustadt |                                              | 1er     | Martin Šonka    | Yoshihide Muroya                  |
| 89 | 6 octobre - 7 octobre           | Indianapolis    | Sur le circuit d'Indianapolis Motor Speedway | 3e      | Michael Goulian | Martin Šonka                      |
| 90 | 17 novembre - 18 novembre       | Fort Worth      | Texas Motor Speedway                         | 3e      | Martin Šonka    | Matthias Dolderer                 |

### Classements
| Classement | Pilote            | Drapeau des Émirats arabes unis | Drapeau de la France | Drapeau du Japon | Drapeau de la Hongrie | Drapeau de la Russie | Drapeau de l'Autriche | Drapeau des États-Unis | Drapeau des États-Unis | Total des points |
| ---------- | ----------------- | ------------------------------- | -------------------- | ---------------- | --------------------- | -------------------- | --------------------- | ---------------------- | ---------------------- | ---------------- |
| 1          | Martin Šonka      | 7                               | 3                    | 9                | 15                    | 15                   | 15                    | 1                      | 15                     | 80               |
| 2          | Matt Hall         | 6                               | 15                   | 15               | 9                     | 4                    | 9                     | 5                      | 12                     | 75               |
| 3          | Michael Goulian   | 15                              | 9                    | 12               | 7                     | 12                   | 0                     | 15                     | 3                      | 73               |
| 4          | Mikael Brageot    | 3                               | 6                    | 6                | 12                    | 0                    | 7                     | 2                      | 5                      | 41               |
| 5          | Yoshi Muroya      | 12                              | 7                    | 0                | 0                     | 3                    | 12                    | 0                      | 6                      | 40               |
| 6          | Kirby Chambliss   | 9                               | 0                    | 0                | 1                     | 9                    | 3                     | 3                      | 9                      | 34               |
| 7          | Ben Murphy        | 5                               | 1                    | 0                | 3                     | 6                    | 0                     | 7                      | 7                      | 29               |
| 8          | Pete McLeod (en)  | 0                               | 4                    | 7                | 0                     | 0                    | 4                     | 12                     | 0                      | 27               |
| 9          | Juan Velarde      | 0                               | 5                    | 4                | 0                     | 7                    | 0                     | 4                      | 4                      | 24               |
| 10         | Nicolas Ivanoff   | 1                               | 0                    | 0                | 4                     | 1                    | 5                     | 9                      | 2                      | 22               |
| 11         | François Le Vot   | 4                               | 0                    | 5                | 6                     | 5                    | 1                     | 0                      | 1                      | 22               |
| 12         | Matthias Dolderer | 0                               | 12                   | 3                | 0                     | 0                    | 2                     | 0                      | 0                      | 17               |
| 13         | Petr Kopfstein    | 2                               | 2                    | 2                | 2                     | 2                    | 6                     | 0                      | 0                      | 16               |
| 14         | Cristian Bolton   | 0                               | 0                    | 1                | 5                     | 0                    | 0                     | 6                      | 0                      | 12               |

| Sigle | Terminologie   |
| ----- | -------------- |
| DNS   | Did not start  |
| DNF   | Did not finish |
| DQ    | Disqualified   |

## Challenger Cup

### Réglementation
- Tous les concurrents volent sur des Edge 540 fournis par Red Bull.
- Chaque pilote participera à au moins quatre courses.
- Les quatre meilleurs scores de chacun seront additionnés.
- Les six meilleurs pilotes seront conviés à participer à la finale.
- Le facteur de charge autorisé doit être inférieur à 10G sinon 2 secondes
- DNF si le pilote prend 11G pendant le run

| Position | 1er | 2e | 3e | 4e | 5e | 6e - 11e |
| Points   | 10  | 8  | 6  | 4  | 2  | 0        |
| -------- | --- | -- | -- | -- | -- | -------- |

### Participants
| Pays                                        | Pilote           |
| ------------------------------------------- | ---------------- |
| Drapeau de la France                        | Mélanie Astles   |
| Drapeau de l'Allemagne                      | Florian Berger   |
| Drapeau de la République populaire de Chine | Kenny Chiang     |
| Drapeau des États-Unis                      | Kevin Coleman    |
| Drapeau de l'Italie                         | Dario Costa      |
| Drapeau de la Pologne                       | Luke Czepiela    |
| Drapeau d'Afrique du Sud                    | Patrick Davidson |
| Drapeau de la Hongrie                       | Daniel Genevey   |
| Drapeau de la Suède                         | Daniel Ryfa      |
| Drapeau de la France                        | Baptiste Vignes  |

### Épreuves
| Classement | Pilote           | Drapeau des Émirats arabes unis | Drapeau de la France | Drapeau du Japon | Drapeau de la Hongrie | Drapeau de la Russie | [ 3 ] | Drapeau de l'Autriche | Drapeau des États-Unis | Drapeau des États-Unis | Total des points |
| ---------- | ---------------- | ------------------------------- | -------------------- | ---------------- | --------------------- | -------------------- | ----- | --------------------- | ---------------------- | ---------------------- | ---------------- |
| 1          | Luke Czepiela    | 8                               |                      | R E P O R T É E  | 10                    | 0                    |       | 8                     |                        | 10                     | 36               |
| 2          | Florian Berger   | 10                              |                      | R E P O R T É E  | 8                     |                      |       |                       | 10                     | 8                      | 36               |
| 3          | Kevin Coleman    | 6                               |                      | R E P O R T É E  |                       | 10                   | 0     |                       | 8                      | 6                      | 30               |
| 4          | Baptiste Vignes  |                                 | 8                    | R E P O R T É E  | 2                     |                      | 6     | 6                     | 4                      | 4                      | 28               |
| 5          | Kenny Chiang     |                                 |                      | R E P O R T É E  | 0                     | 6                    | 10    | 10                    | 0                      |                        | 26               |
| 6          | Daniel Ryfa      | 2                               | 10                   | R E P O R T É E  |                       |                      | 8     | 0                     |                        | 2                      | 22               |
| 7          | Patrick Davidson | 0                               | 2                    | R E P O R T É E  |                       | 8                    | 4     |                       | 6                      |                        | 20               |
| 8          | Mélanie Astles   |                                 | 4                    | R E P O R T É E  | 4                     | 4                    |       | 4                     |                        |                        | 16               |
| 9          | Dario Costa      | 4                               | 6                    | R E P O R T É E  |                       | 2                    |       | 2                     | 2                      |                        | 14               |
| 10         | Daniel Genevey   | 0                               | 0                    | R E P O R T É E  | 6                     |                      | 2     |                       | 0                      |                        | 8                |

| Sigle | Terminologie                                |
| ----- | ------------------------------------------- |
|       | Ne participe pas à la course                |
|       | Non pris en compte dans le classement final |